# Cassville (Pensilvânia)
Cassville é um distrito localizado no estado norte-americano de Pensilvânia, no Condado de Huntingdon.

## Demografia
Segundo o censo norte-americano de 2000, a sua população era de 152 habitantes.
Em 2006, foi estimada uma população de 144, um decréscimo de 8 (-5.3%).

## Geografia
De acordo com o United States Census Bureau tem uma área de 1,5 km², dos quais 1,5 km² cobertos por terra e 0,0 km² cobertos por água. Cassville localiza-se a aproximadamente 376 m acima do nível do mar.

## Localidades na vizinhança
O diagrama seguinte representa as localidades num raio de 16 km ao redor de Cassville.